# Dicranota nooksackensis
Dicranota (Rhaphidolabis) nooksackensis là một loài ruồi trong họ Pediciidae. Chúng phân bố ở vùng sinh thái Nearctic.